# Rognonas
Rognonas ist eine französische Gemeinde mit 4186 Einwohnern (Stand 1. Januar 2022) im Département Bouches-du-Rhône in der Region Provence-Alpes-Côte d’Azur.

## Geografie
Rognonas liegt fünf Kilometer südlich von Avignon. Sie gehört zum Gemeindeverband Terre de Provence.
Die Nachbargemeinden von Rognonas sind Avignon im Norden, Châteaurenard im Osten, Graveson im Süden und Barbentane im Westen.

## Geschichte
980 wurde das Dorf erstmals urkundlich erwähnt. Im elften Jahrhundert war der Ort ein kleines Hafendorf und besaß außerdem eine Fähre über die Durance. Im zwölften Jahrhundert erhielt der Ort seine erste Kapelle. Gegen Ende des 14. Jahrhunderts wurde das Dorf von Hunger, Kriegen und Naturkatastrophen heimgesucht. 1468 wurden die Grenzen der Gemeinde fest, der Ort hatte zu diesem Zeitpunkt 940 Einwohner. Drei Jahre später waren jedoch nur zwei Familien verblieben. 1683 gab es hier ein Dutzend Landhäuser und vier Hütten der Bauern. 1750 wurde die Kirche wiederaufgebaut. 1833 wurde die Hängebrücke nach Avignon eingeweiht, außerdem entstand die erste öffentliche Schule. 1839 gab es in dem blühenden Handelsort eine große Dürre, der Staat stimmte Hilfeleistungen zu. 1841 wurde die erste Mairie gebaut. 1843, zu diesem Zeitpunkt bewohnten 1200 Menschen das Dorf, wurde der Kirchturm eingeweiht, 1852 bekam er eine Uhr. 1848 wurde die Eisenbahnlinie nach Tarascon eröffnet. 1857 gab es das erste Postbüro in Rognonas. 1860 wurde außerdem ein neuer Friedhof gegründet, da der alte zu klein war. Am 25. Mai 1885 begann die Abhaltung eines Marktes, zunächst dreimal wöchentlich, ab 1890 fand dann täglich ein Markt statt. 
1904 wurden im Café de France sieben Menschen durch eine Explosion getötet. 1925 begann in Rognonas die Elektrifizierung. 1929 wurde der Ort erneut von extremem Wetter geplagt, im Winter fror die Durance ein. 1935 gab es erneut Überschwemmungen. 1944 wurde die Brücke durch Bombardierungen am 15. August zerstört. 1951 wurde eine neue Brücke eingeweiht.

## Bevölkerungsentwicklung
| Jahr                       | 1962 | 1968 | 1975 | 1982 | 1990 | 1999 | 2007 | 2018 |
| Einwohner                  | 1927 | 2247 | 2680 | 3156 | 3358 | 3578 | 4025 | 4062 |
| Quellen: Cassini und INSEE |      |      |      |      |      |      |      |      |

## Kultur
Sehenswürdigkeiten:
- Kirche St. Peter aus dem 19. Jahrhundert

Feste:
- Fête du cheval et foire à la brocante am 7. und 8. Mai
- Weihnachtsmarkt und Buchfest am 11. und 12. November